# Пантелей Зарев
Пантелей Зарев (настоящее имя — Пантелей Йорданов Пантев; 11 ноября 1911, Видин, — 18 февраля 1997, София) — болгарский литературный критик, литературовед, партийный и общественный деятель. Академик. Председатель Союза болгарских писателей (1972—1979). Народный деятель культуры (1969). Трижды лауреат Димитровской премии.

## Биография
В юности увлёкся коммунистическими идеями. Стал активным участником молодёжного движения. В 1932 году вступил в БКП. Преследовался властями. За участие в заговоре был арестован и приговорён к тюремному заключению. Два года провёл в заключении (1935—1936).
Выпускник философского факультета Софийского университета (1941).
Учительствовал.
После прихода к власти коммунистов в сентябре 1944 года работал редактором в журнале «Ново време». В 1947 году стал доцентом, в 1950 году — профессором, заведующим кафедрой теории литературы в Софийском университете (1947—1978). Избирался ректором университета (1968—1972).
В 1951—1968 гг. работал в Институте литературы: начальником отдела (1948—1970), заместителем директора (1951—1962).
Главный редактор журнала «Литературна мисъл» (с 1957). Вице-президент Болгарской АН (с 1968).
Председатель Союза болгарских писателей с 1972 по 1979 г., член Государственного совета НРБ с 1979 по 1989 год, депутат Национальной Ассамблеи в 1971—1990 гг.
С 1962 года — кандидат в члены ЦК БКП, с 1966 по 1990 год — член ЦК.

## Творчество
Печатался под псевдонимом «Пантелей Зарев» с 1934 года. Основные труды в области критики, теории и истории литературы.
Ему принадлежат наиболее значительные работы по истории болгарской литературы XIX—XX вв., теории литературы и критике, опубликованные в 1950—1960-е гг.
Автор историко-литературного исследования «Панорама болгарской литературы» (кн. 1-2, 1966—1967) и сборников рассказов, многочисленных публикаций, исследований, монографий, учебников.

## Избранные публикации
- Литературата като познание. София, 1945.
- Проблеми на развитието на българската литература. София, 1949.
- Българската литература: Проблеми на развитието. София, в соавт., 1950.
- Естетическите възгледи на Маркс-Енгелс. София, 1952.
- Стил и художественост. София, 1958.
- Богатството на литературния процес и социалистическият реализъм. София, 1960.
- Христо Ботев: Лит.-крит. очерк. София, 1963.
- Преобразена литература: Сб. лит.-крит. Статии / Пантелей Зарев, Елисавета Багряна, Илия Бешков. София, 1969.
- Структурализъм, литературознание и естетически идеал. София, 1969.
- Димитър Димов [Лит.-крит. студия]. София, 1972.
- Георги Караславов. Изследване. София, 1973.
- Емилият Станев. Изследване. София, 1973.
- Литературни портрети: Павел Вежинов, Андрей Гуляшки, Камен Калчев, Богомил Райнов. София, 1974.
- П. К. Яворов. Изследване. София, 1974.
- Народопсихология и литература: Аспекти на стила [Изследване]. [2. разш. изд.]. София, 1976.
- Христо Ботев. Богатството на гения. Изследване. София, 1977.
- Панорама на българската литература в 5 т. — 1. издание 1966—1967.
- Съвременност и наследство [Теоретически и лит.-крит. очерци]. София, 1977.
- Теория на литературата в 2 т. София, 1979—1981.
- Съчинения в 3 т. София, 1981.
- Българска класика в 2 т. София, 1986—1987.
- Българска народопсихология и художествена литература. София, 1983.
- Теория, психология и техника на стила. София, 1984.
- Съвременна чувствителност. Критика. София, 1986.
- Логиката на литературно-историческия процес. Логика и психология на литературното творчество. Пловдив, 1987.
- История на българската литературна критика в 3 т. София, 1989—1996.
- Спомени и размисли. София, 1995.

## Награды
- Герой Социалистического Труда (НРБ) (1974)
- Орден «Георгий Димитров» (дважды, 1974, 1981)
- Орден «Святые Равноапостольные Кирилл и Мефодий» 1 степени (1963)
- Димитровская премия (трижды 1946, 1951, 1959).
- Заслуженный деятель культуры (1963)
- Народный деятель культуры (1969)
- Юбилейная медаль «Болгария 1300» (1981)
- Премия Ивана Вазова (1981)[1]
- Премия Союза болгарских писателей (1968)
- Почётный гражданин г. Видина